# Dave Trottier
David Thomas Trottier (* 25. Juni 1906 in Pembroke, Ontario; † 13. November 1956 in Halifax, Nova Scotia) war ein kanadischer Eishockeyspieler, der in seiner aktiven Zeit von 1923 bis 1939 unter anderem für die Montreal Maroons und Detroit Red Wings in der National Hockey League gespielt hat. Bei den Olympischen Winterspielen 1928 gewann er als Mitglied der kanadischen Nationalmannschaft die Goldmedaille.

## Karriere
Dave Trottier begann seine Karriere als Eishockeyspieler bei den St. Michael’s Majors, für die er von 1923 bis 1925 in der Juniorenliga der Ontario Hockey Association aktiv war. Anschließend spielte der Flügelspieler drei Jahre lang für die Toronto Varsity Grads, mit denen er 1927 den Allan Cup, den kanadischen Amateurmeistertitel, gewann. Am 8. April 1928 unterschrieb er einen Vertrag als Free Agent bei den Montreal Maroons, für die er insgesamt zehn Jahre lang in der National Hockey League spielte. In der Saison 1934/35 gewann er mit den Maroons den prestigeträchtigen Stanley Cup. 1937 nahm er zudem am Howie Morenz Memorial Game teil. Zur Saison 1938/39 wurde der Kanadier innerhalb der NHL an die Detroit Red Wings verkauft, für die er allerdings nur elf Spiele bestritt, wobei er die restliche Spielzeit bei den Pittsburgh Hornets in der International-American Hockey League verbrachte. Anschließend beendete er seine Karriere als Eishockeyprofi und arbeitete für eine Ölfirma. Im November 1956 starb er bereits im Alter von nur 50 Jahren.

### International
Für Kanada nahm Trottier an den Olympischen Winterspielen 1928 in St. Moritz teil, bei denen er mit seiner Mannschaft die Goldmedaille gewann.

## Erfolge und Auszeichnungen
- 1927 Allan-Cup-Gewinn mit den Toronto Varsity Grads
- 1935 Stanley-Cup-Gewinn mit den Montreal Maroons
- 1937 Howie Morenz Memorial Game

### International
- 1928 Goldmedaille bei den Olympischen Winterspielen